# پاتریشیا بری
پاترسیا بری (انگلیسی: Patricia Barry؛ زادهٔ ۱۶ نوامبر ۱۹۲۱ – درگذشته ۱۱ اکتبر ۲۰۱۶) یک هنرپیشه اهل ایالات متحده آمریکا بود.